# Shepard Fairey
Shepard Fairey   (Charleston, 15 de febrer de 1970), OBEY, és un artista i dissenyador gràfic dels Estats Units, famós pels seus adhesius amb la imatge del lluitador televisiu André the Giant i pels seus dissenys que prenen elements del cartellisme de propaganda política de mitjan segle xx.
Inclou lemes com "Pensa i crea, imprimeix i destrueix", que mesclen el subversiu amb l'entreteniment, la seva temàtica i estètica ve a ser sovint una barreja entre caricatura i revival de la propaganda política, les idees situacionistes i les revolucionis esteticofilosòfiques de la dècada del 60, rerefons temàtics molt comuns a l'art de finals de 1990 i començaments del present segle xxi.
La seva situació com a artista és controvertida, mantenint treballs de disseny gràfic i publicitat amb grans marques per un costat, i enfrontant-se a detencions en diversos països per vandalisme urbà amb les seves intervencions, estant així un representant marcat de la discussió sobre el paper de l'artista i la seva ideologia en el moment present de la història de les societats capitalistes.
Reivindica l'espai públic com a espai principal per a la vida artística i cultural, proposant una crítica a l'hegemonia estètica i presencial de la publicitat, encapçalada per les grans corporacions financeres.

## Intervencions
Shepard Fairey va ser un dels primers artistes de graffiti de finals del segle xx en propagar la tècnica d'adhesius com a intervenció del carrer. Els seus primers adhesius mostraven una fotografia en alt contrast d'André the Giant, com a missatge sense contingut i amb la principal intenció de sorprendre el vianant i espectador. Defineix aquest treball com «un experiment de fenomenologia». Va començar a repartir de franc aquests adhesius, convertint-se a poc a poc en una icona de la cultura popular contemporània. Ha realitzat diferents versions del mateix tema, i també les ha incloses a exposicions, pòsters, samarretes, dissenys per a estampats de monopatí, etc.
Altres dels seus treballs del carrer més destacats són els pòsters de grans dimensions, amb els quals empapera parets a la vista dels vianants en diferents països als que viatja. En aquests pòsters acostuma a estar present una temàtica política velada o un suggeriment de reflexió sobre els estereotips de discussió estètica, social o política. El seu estil està basat parcialment en el cartellisme rus de l'era del comunisme i a l'art pop, amb elements clars del còmic dels Estats Units. Entre els motius d'aquesta temàtica estan les efígies de Lenin o del Subcomandant Marcos, encara que Fairey aferma no estar fent propaganda, sinó cercar una provocació o un contrast.

### Obey Giant
Es coneix sota el nom d'Obey Giant l'obra del carrer més representativa de Shepard Fairey. Com en altres artistes de graffiti, aquest nom en serveix tant per a l'acrònim de l'obra com para el pseudònim de Fairey durant la seva execució. Consisteix en una sèrie d'adhesius -més tard pòsters- amb el rostre d'André the Giant en diferents variacions d'alt contrast. El nom original era GIANT HAS A POSSE (=El Gegant té una colla), però més tard el concepte de Fairey va començar a fer més presents aspectes de filosofia social i crítica del sistema, i va anar incloent la paraula OBEY (=Obeeix) sumant així més gran impacte i absurditat a l'estètica del tema.
Els primers adhesius van ser fotocopiats i col·locats per Fairey de forma local o en els seus viatges, però aviat va començar a repartir còpies, imprimir-les amb qualitat de paper, definició i tintes, i enviar-les per correu a amics i curiosos, fent que els seus adhesius fossin col·locats als espais col·lectius de molts països. Remetria personalment còpies d'adhesius de la gamma OBEY GIANT gratuïtament, a canvi d'altres treballs que d'altres artistes l'enviarien. A la pàgina web oficial d'OBEY (vegeu enllaços externs) rep col·laboracions internacionals dels aficionats i seguidors d'aquest fenomen- manifestació, bootlegs de les primeres versions de GIANT, així com enllaços a treballs i projectes d'altres artistes.

## Disseny gràfic
Shepard Fairey cobreix el camp del disseny gràfic com a feina regular, formant part del gabinet publicitari "BlackMarket" (Blkmrkt). Ha realitzat dissenys per a conegudes marques, com a Dew o Pepsi, Epitaph Records, monopatins Real Skateboards, i músics de renom com a Sepultura, Chuck D de Public Enemy, The Black Eyed Peas, Dub Pistols, entre d'altres.
El seu retrat de Barack Obama amb la llegenda «Hope» va ser utilitzat per l'actual president dels Estats Units durant la seva campanya presidencial. L'obra forma part de la col·lecció de retrats de la National Portrait Gallery del Museu Smithsonian de Washington.